# 伊迪丝·威德
伊迪丝·A·威德（英語：Edith Anne "Edie" Widder Smith，1951年6月11日—）是一位美国海洋学家和海洋生物学家，主要作品有《深海有光：探索生物发光奥秘的生命之旅》（Below the Edge of Darkness: A Memoir of Exploring Light and Life in the Deep Sea）等。